# Остшиця (Люблінське воєводство)
Остшиця (пол. Ostrzyca) — село в Польщі, у гміні Ізбиця Красноставського повіту Люблінського воєводства.
Населення — 339 осіб (2011).
У 1975-1998 роках село належало до Замойського воєводства.

## Демографія
Демографічна структура станом на 31 березня 2011 року:
|          | Загалом | Допрацездатний вік | Працездатний вік | Постпрацездатний вік |
| -------- | ------- | ------------------ | ---------------- | -------------------- |
| Чоловіки | 167     | 27                 | 114              | 26                   |
| Жінки    | 172     | 29                 | 84               | 59                   |
| Разом    | 339     | 56                 | 198              | 85                   |